# شوان استابیلو
شوان استابیلو (انگلیسی: Schwan-Stabilo) شرکت نوشت‌افزار و تجهیزات ورزشی آلمانی است، که در سال ۱۸۵۵ تأسیس شد.